# 20.º Prêmio Jabuti
O 20º Prêmio Jabuti foi realizado em 1978, premiando obras literárias referentes a lançamentos de 1977.

## Prêmios
Os premiados foram:
- Clarice Lispector - A Hora da Estrela, Romance
- Hermann José Reipert, Contos/crônicas/novelas
- Adélia Prado, Poesia
- Roberto Schwarcz, Estudos literários (Ensaios)
- Paulo Duarte, Biografia e/ou memórias
- José Miguel Wisnik, Autor revelação - Literatura adulta
- Ana Maria Machado, Literatura infantil
- Wilson Martins, Ciências humanas (exceto Letras)
- Elon Lages Lima, Ciências exatas
- Edson Pereira dos Santos, Ciências naturais
- Milton Vargas, Ciências (Tecnologia)
- Hans Reichardt, Tradução de obra científica
- Omar Kayyann, Melhor produção editorial - obra avulsa
- Renee Lefreve e F.L. Fonseca, Melhor livro de arte
- Antônio Cândido, Personalidade literária do ano

## Ver Também
- Prêmio Prometheus
- Os 100 livros Que mais Influenciaram a Humanidade
- Nobel de Literatura